# Hotel Russell
El Hotel Russell es un hotel de cuatro estrellas localizado en la Plaza Russell en Bloomsbury, Londres que pertenece y es operado por el Grupo Principal Hayley.
Fue construido en 1898 por el arquitecto Charles Fitzroy Doll, por su larga tradición se ha convertido en un icono del lugar. El restaurante del hotel fue bautizado con el nombre del arquitecto, después de que se dijo que éste era casi idéntico al comedor del RMS Titanic, el cual también había sido diseñado por él.
En la entrada principal se encuentran cuatro estatuas que representan a cuatro reinas británicas de tamaño natural, las cuales fueron realizadas por el escultor Henry Charles Fehr. 
En la fachada, en las enjutas del primer piso, se encuentran los escudos de las naciones del mundo como estaban en 1898.